# Khalil Aouasti
Khalil Aouasti, né le 21 décembre 1986 à Anderlecht, est un homme politique belge, membre du Parti socialiste (PS), élu en 2024 député à la Chambre des représentants.

## Biographie
Khalil Aouasti naît le 21 décembre 1986 à Anderlecht et grandit à Molenbeek-Saint-Jean.
Il fait ses études secondaires à l'Athénée royal de Koekelberg . En 2004, il commence des études de droit à l’Université libre de Bruxelles et est diplômé en 2009, il s'inscrit ensuite au barreau de Bruxelles en tant qu'avocat, il est spécialisé dans les questions liées au droit d'asile et au droit de séjour .
Aux élections communales de 2012, il est élu conseiller communal à Koekelberg.
En 2017, il a travaillé dans le cabinet du ministre-président de la région de Bruxelles-Capitale Rudi Vervoort et est devenu chef de cellule en 2018.
Aux élections communales de 2018, il est réélu et devient échevin.
Le 19 septembre 2019, étant premier suppléant de la liste PS dans la circonscription Bruxelles-Capitale, il devient député fédéral à la Chambre des représentants à la suite de la nomination de Caroline Désir comme ministre de l’Enseignement à la Fédération Wallonie-Bruxelles.
Lors des élections législatives fédérales belɡes de juin 2024, Khalil Aouasti est élu député par la circonscription Bruxelles-Capitale à la Chambre des représentants.

## Enquête "Dirty Payments"
En juillet 2025, après les révélations de l’enquête « Dirty Payments », menée par Le Soir, De Standaard, Der Spiegel et 19 autres médias du réseau European Investigative Collaborations (EIC), le PS a demandé, par la voix de son député Khalil Aouasti, que la Chambre puisse interroger la Banque nationale de Belgique sur la façon dont la société de paiements Worldline a pu agir en Belgique dans la gestion, durant une décennie, de milliers d’e-commerçants véreux, ayant réalisé plus de 850 millions d’euros de paiements au cours des douze derniers mois, dont plus de 700 millions via Worldline Belgique, soit plus de 80 % du total. Ceci signifie que des milliards d’euros de transactions sales ou contraires à l’éthique ont été manipulés au cours de la dernière décennie .
La demande de Kaouasti a réuni tous les groupes politiques. Une audition de la BNB sera donc menée dans les prochains mois au sein de la commission des Finances et du Budget de la Chambre, pour examiner son travail de surveillance des banques . Le procureur du Roi a, de son côté, ouvert une enquête contre l’entité belge de Worldline pour « blanchiment ».